# Леонард Берггофер
Леонард Берґгофер (нім. Leonhard Berghofer; 5 листопада 1911 — ?) — німецький військовий льотчик, штабс-фельдфебель люфтваффе. Кавалер Німецького хреста в золоті.

## Нагороди
- Німецька імперська відзнака за фізичну підготовку в сріблі (5 вересня 1932)
- Нагрудний знак Німецької асоціації порятунку життя в бронзі (31 серпня 1933) — як обершутце 6-ї роти 2-го батальйону 19-го піхотного полку.
- Нагрудний знак бортстрільця і бортмеханіка (12 грудня 1934)
- Медаль «За вислугу років у Вермахті» 4-го класу (4 роки) (2 жовтня 1936) — як унтер-офіцер льотної групи S (Лехфельд).
- Медаль «У пам'ять 13 березня 1938 року» (16 грудня 1938) — як фельдфебель 8-ї ескадрильї 3-ї групи 255-ї бомбардувальної ескадри.
- Медаль «У пам'ять 1 жовтня 1938» із застібкою «Празький град» (17 вересня 1939)
- Залізний хрест
  - 2-го класу (20 травня 1940)
  - 1-го класу (24 жовтня 1940) — як обер-фельдфебель 6-ї ескадрильї 2-ї групи 51-ї бомбардувальної ескадри «Едельвейс».
- Почесний Кубок Люфтваффе (4 грудня 1940)
- Авіаційна планка бомбардувальника
  - в бронзі (25 березня 1941)
  - в сріблі (30 червня 1941)
  - в золоті (7 жовтня 1942)
- Медаль «За зимову кампанію на Сході 1941/42» (3 вересня 1942)
- Кримський щит (15 березня 1943)
- Медаль «Хрестовий похід проти комунізму» (Румунія) (28 червня 1943)
- Німецький хрест в золоті (20 серпня 1944) — як штабс-фельдфебель метеорологічної ескадрильї.